# مارلن آرنوآز
مارلن آرنوآز (فرانسوی: Marlène Harnois‎؛ زادهٔ ۲۲ اکتبر ۱۹۸۶) تنیس‌باز اهل فرانسه است.